# Petr Čech
Pour les articles homonymes, voir Čech (homonymie).
Petr Čech (prononciation : [ˈpɛtr̩ ˈtʃɛx]), né le 20 mai 1982 à Pilsen en République tchèque (alors en Tchécoslovaquie), est un footballeur international tchèque qui évoluait au poste de gardien de but, et un joueur professionnel de hockey sur glace.
Considéré comme l'un des meilleurs gardiens de but de sa génération et pour certains comme le meilleur de l'histoire de la Premier League,, Petr Čech est principalement connu pour son passage au Chelsea FC, où il a joué pendant onze ans.
Il est également connu comme étant un membre de la génération dorée de l'équipe de Tchéquie. Avec sa sélection il a notamment participé à l'Euro 2004, la Coupe du monde 2006, l'Euro 2008, l'Euro 2012 et l'Euro 2016. Il est à ce jour le joueur tchèque comptant le plus grand nombre de sélections en équipe nationale avec un total de 124 matchs joués.

## Carrière en football

### Débuts et formation
Petr Čech commence à jouer au football à l'âge de huit ans dans le club junior de Plzeň, sa ville natale. Il évolue alors au poste de milieu défensif ou d'ailier, remplaçant occasionnellement le gardien lorsque celui-ci était absent. C'est après s'être cassé la jambe à dix ans qu'il décide de rester au poste de gardien.
En 1998, il passe dans l'équipe première du Viktoria Plzeň, où il ne joue pas un seul match. Puis il est vendu en 1999 au Chmel Blšany qui essaye à l'époque de se maintenir en première division du championnat tchèque. Il ne joue qu’une seule rencontre la première année, mais la seconde année le fait découvrir aux yeux du public.

### Sparta Prague
En 2001, le Sparta de Prague, l'un des plus grands clubs de Tchéquie, le recrute contre 700 000 €, alors qu’il n’a que 19 ans, pour devenir la doublure de Jaromír Blažek, international tchèque. Il devient alors le gardien de but le plus cher de l'histoire du championnat.
Il découvre avec ce club la Ligue des champions, jouant son premier match dans cette compétition le 18 septembre 2001 contre le Bayern Munich. Titularisé, il parvient avec son équipe à tenir en échec le club bavarois, gardant par la même occasion sa cage inviolée (0-0 score final).
Čech profite de la blessure du titulaire pour établir cette saison un record national : il garde ses buts inviolés durant 855 minutes. Cette performance lui permet d'obtenir sa première sélection contre la Hongrie le 12 février 2002.
En fin de saison, il est sélectionné pour l'Euro espoirs. Il est reconnu comme l'un des artisans de la victoire de l'équipe dans la compétition. En effet il garde son but inviolé six matchs sur sept lors des éliminatoires et arrête trois tirs au but lors de la finale contre la France. Performance qui lui permet, dès l'été suivant, de devenir titulaire en équipe nationale chez les A.

### Stade rennais
Début juillet 2002, Rennes fait l'acquisition de Čech pour une somme estimée entre 4,5 et 5 millions d'euros,. Čech signe un contrat de quatre ans dans la capitale bretonne, alors qu'il intéressait déjà de grands clubs européens.
Čech s'illustre notamment le 20 mai 2003, jour de ses 21 ans, lors d'une rencontre de Ligue 1 face au Paris Saint-Germain (0-0 score final) en étant élu homme du match. Auteur d'une saison remarquable, il est élu meilleur gardien du championnat par L'Équipe, terminant en tête du classement des gardiens du quotidien sportif.
Čech participe au maintien de Rennes en Ligue 1 la première année, et à un bon classement la seconde. Il explique souvent au cours des interviews que ces deux années lui ont permis d'acquérir de l'expérience et d'apprendre à gérer la pression,.

### Chelsea
Début février 2004, Chelsea et Rennes signent le transfert de Petr Čech pour une somme de 14,3 millions d'euros (presque 10 millions de livres). Čech signe un contrat jusqu'à l'été 2008 avec Chelsea, contrat qu'il prolonge le 1er février 2006 jusqu'à l'été 2010.
En septembre 2004, José Mourinho le fait jouer avec Chelsea du fait des mauvaises performances de Carlo Cudicini, gardien expérimenté et alors reconnu comme l'un des meilleurs en Premier League, en août 2004. Il est en bonne forme et entre définitivement dans les plans de l'équipe première, poussant Cudicini sur le banc de touche,.
Il réalise un début de Premier League époustouflant durant lequel il établit un nouveau record d’invincibilité (1 024 minutes) entre décembre 2004 et mars 2005. Vainqueur du championnat anglais deux saisons consécutives avec la défense la plus imperméable, il a aussi remporté la League Cup et atteint, en 2005, les demi-finales de la Ligue des champions. Il s'impose comme un élément moteur de son club et contribue à donner une véritable sérénité à son groupe.
En 2010, Chelsea remporte le championnat d'Angleterre et Čech remporte le trophée du meilleur gardien du championnat anglais.
Čech est élu joueur tchèque de l'année en 2010, titre qu'il remporte pour la quatrième fois, devançant notamment Tomáš Rosický et Tomáš Ujfaluši.
Le 19 mai 2012, Chelsea remporte la Ligue des champions pour la première fois de son histoire aux dépens du Bayern Munich (1-1), (4 tirs au but à 3). Čech se distingue en réalisant plusieurs arrêts décisifs durant le match, notamment sur un pénalty d'Arjen Robben durant la prolongation.
Le 28 mai 2012, il prolonge son contrat de quatre ans avec Chelsea.
Le 15 mai 2013, il ajoute une nouvelle coupe d'Europe à son palmarès avec la victoire de Chelsea face à Benfica lors de la finale de l'Europa League.
Les saisons suivantes sont plus compliquées et les Blues ne parviennent plus à remporter le championnat. Lors de la saison 2014-2015, l'arrivée du gardien belge Thibault Courtois pousse le tchèque sur le banc. Il remporte tout de même le championnat d'Angleterre, même si sa contribution était réduite.

### Arsenal
Le 29 juin 2015, Arsenal officialise son transfert pour un montant d'environ 14 millions d'euros et pour un contrat de longue durée.
Il joue son premier match pour Arsenal contre West Ham United le 9 août 2015, lors de la première journée de la saison 2015-2016 de Premier League. Son équipe est battue par deux buts à zéro ce jour-là.
Le 2 août 2015, il remporte son premier trophée avec les Gunners, en l'occurrence le Community Shield contre son ancien club Chelsea sur le score de 1-0. Durant la rencontre, il s'interpose notamment sur un superbe coup franc d'Oscar.
Le 13 décembre 2015, lors de la victoire des Gunners face à Aston Villa (victoire 2-0), Petr Čech termine son 169e match sans encaisser de but en 349 rencontres de Premier League et égale ainsi David James. Un record qu'il bat finalement le 28 décembre 2015, à l'occasion d'une victoire d'Arsenal face à Bournemouth sur le score de deux buts à zéro.
Le 15 janvier 2019, le gardien tchèque annonce que la saison en cours est sa dernière au niveau professionnel.
Petr Čech joue le dernier match de sa carrière lors de la finale de Ligue Europa perdue contre son ancien club de Chelsea (4-1) le 29 mai 2019.

### Sélection nationale
Il est convoqué par le sélectionneur Karel Brückner dans la liste des joueurs retenus pour participer à l'Euro 2004. Titulaire, il joue quatre matchs sur les cinq joués par son équipe. Les Tchèques sortent de la phase de groupe avec trois victoires en trois matchs contre la Lettonie (2-1), les Pays-Bas (2-3) et l'Allemagne  (2-1, sans Čech sur cette dernière rencontre où il est remplacé par Jaromír Blažek). La République tchèque parvient ensuite à éliminer le Danemark en quarts de finale, où ils impressionnent en s'imposant sur le large score de 3-0. Les Tchèques s'inclinent finalement en demi-finale contre la Grèce durant les prolongations, battus sur un but de la tête de Traïanós Déllas. Petr Čech est récompensé de ses performances dans cette compétition en étant nommé dans l'équipe-type du tournoi.
De même, malgré son jeune âge, il bénéficie déjà d’une grande expérience et, en l’absence de Pavel Nedvěd durant les éliminatoires, il joue un vrai rôle de leader pour mener ses compatriotes sur la route de la qualification pour la Coupe du monde 2006. La sélection tchèque est éliminée dès le premier tour, avec une victoire et deux défaites.
Le 26 mars 2013, il fête sa 100e sélection en équipe nationale par une victoire (3-0) contre l'Arménie, lors d'un match comptant pour les éliminatoires de la Coupe du monde 2014 au Brésil.
Il est retenu par le sélectionneur Pavel Vrba dans la liste des 23 joueurs pour disputer l'Euro 2016. Titulaire durant cette compétition, il s'agit de son dernier tournoi avec la sélection tchèque. Il dispute son ultime match international durant cet Euro, lors du dernier match du groupe, contre la Turquie, le 21 juin 2016. Son équipe s'incline 2-0.

## Après carrière

### Conseiller technique à Chelsea
Le 21 juin 2019, Petr Čech est nommé conseiller technique et de la performance au sein de la direction du Chelsea FC.
En octobre 2020, Petr Čech fait partie de la liste des joueurs inscrits par Chelsea pour jouer en Premier League en qualité de quatrième gardien de but. L'entraîneur de Chelsea Frank Lampard explique que cette décision est prise par le staff des Blues en raison de la présence toujours menaçante du Covid-19 et que le Tchèque, toujours conseiller technique, ne sort pas de sa retraite sportive pour autant.
Le 14 décembre 2020, plus d'un an après sa retraite, il rechausse les crampons et participe à un match avec l'équipe des moins de 23 ans avec Chelsea.

### Carrière en hockey sur glace
En parallèle de sa fonction de dirigeant, il se lance dans une carrière de gardien de hockey sur glace en NIHL.
Il joue d'abord pour les Guildford Phoenix à partir de 2019, en deuxième division du championnat amateur britannique (conférence sud). Lors de la saison 2021-2022, il remporte le championnat (saison régulière) puis les play-offs ainsi que la coupe de conférence sud.
Il quitte le club en novembre 2022 et rejoint les Chelmsford Chieftains pour la saison 2022-2023 mais cette fois-ci en première division amateur (toujours en conférence sud), puis signe en juin 2023 chez les Oxford City Stars, dans la même division.
Le 15 novembre 2023, les Belfast Giants, champions de D1 (EIHL) en titre, annoncent l'arrivée de Petr Čech sous forme de prêt pour remplacer le gardien titulaire blessé. Il ne joue qu'un match pour les Giants le 25 novembre, puis retourne à Oxford en décembre avant de resigner en prêt aux Giants en février de la saison 2023-2024. À l'été 2024, il signe pour un troisième prêt consécutif aux Giants.

## Fracture du crâne
Le 14 octobre 2006, lors d'un match contre Reading, Čech se fracture le crâne lors d'une collision contre Stephen Hunt à la première minute de jeu lors d'une sortie pour récupérer le ballon dans les pieds du milieu de terrain irlandais. Čech, sonné, est évacué du terrain en urgence. Il est opéré avec succès au Royal Bershire Hospital le lendemain, avant d'être transféré au Radcliffe Infirmary d'Oxford. À la fin du même match, son remplaçant Carlo Cudicini doit lui aussi être évacué en urgence à la suite d'un duel aérien avec Ibrahima Sonko lors d'un corner. C'est finalement John Terry qui le remplace dans les buts, faute d'avoir un troisième gardien sur le banc,.
Čech sort de l'hôpital aux environs du 24 octobre 2006, mais doit rester hors des terrains durant plusieurs mois pour ne pas risquer un deuxième choc qui pourrait lui être fatal. Dans le courant du mois de décembre 2006, il reprend petit à petit l'entraînement. Il est autorisé à jouer avec un casque en mousse le 20 janvier 2007 contre Liverpool, et reprend dès lors sa place, remportant la League Cup quelques semaines plus tard. Pour des raisons de sécurité, il doit par la suite porter ce casque lors de chacune de ses apparitions dans les cages.

## Statistiques
| Saison                | Club                  | Championnat           | Championnat | Championnat | Coupe nationale | Coupe nationale | Coupe de la Ligue | Coupe de la Ligue | Supercoupe | Supercoupe | Compétition(s) continentale(s) | Compétition(s) continentale(s) | Compétition(s) continentale(s) | Supercoupe UEFA | Supercoupe UEFA | Coupe du monde des clubs | Coupe du monde des clubs | Total | Total |
| Saison                | Club                  | Division              | M.          | B.          | M.              | B.              | M.                | B.                | M.         | B.         | Comp.                          | M.                             | B.                             | M.              | B.              | M.                       | B.                       | M.    | B.    |
| 1999-2000             | Chmel Blšany          | První Liga            | 2           | 0           | 1               | 0               | -                 | -                 | -          | -          | -                              | -                              | -                              | -               | -               | -                        | -                        | 3     | 0     |
| 2000-2001             | Chmel Blšany          | První Liga            | 25          | 0           | -               | -               | -                 | -                 | -          | -          | CI                             | 2                              | 0                              | -               | -               | -                        | -                        | 27    | 0     |
| Sous-total            | Sous-total            | Sous-total            | 27          | 0           | 1               | 0               | -                 | -                 | -          | -          | -                              | 2                              | 0                              | -               | -               | -                        | -                        | 30    | 0     |
| 2001-2002             | AC Sparta Prague      | První Liga            | 27          | 0           | 3               | 0               | -                 | -                 | -          | -          | C1                             | 12                             | 0                              | -               | -               | -                        | -                        | 42    | 0     |
| Sous-total            | Sous-total            | Sous-total            | 27          | 0           | 3               | 0               | -                 | -                 | -          | -          | -                              | 12                             | 0                              | -               | -               | -                        | -                        | 42    | 0     |
| 2002-2003             | Stade rennais FC      | Ligue 1               | 37          | 0           | 4               | 0               | -                 | -                 | -          | -          | -                              | -                              | -                              | -               | -               | -                        | -                        | 41    | 0     |
| 2003-2004             | Stade rennais FC      | Ligue 1               | 33          | 0           | 3               | 0               | 1                 | 0                 | -          | -          | -                              | -                              | -                              | -               | -               | -                        | -                        | 37    | 0     |
| Sous-total            | Sous-total            | Sous-total            | 70          | 0           | 7               | 0               | 1                 | 0                 | -          | -          | -                              | -                              | -                              | -               | -               | -                        | -                        | 78    | 0     |
| 2004-2005             | Chelsea FC            | Premier League        | 35          | 0           | -               | -               | 2                 | 0                 | -          | -          | C1                             | 11                             | 0                              | -               | -               | -                        | -                        | 48    | 0     |
| 2005-2006             | Chelsea FC            | Premier League        | 34          | 0           | -               | -               | -                 | -                 | 1          | 0          | C1                             | 7                              | 0                              | -               | -               | -                        | -                        | 42    | 0     |
| 2006-2007             | Chelsea FC            | Premier League        | 20          | 0           | 6               | 0               | 2                 | 0                 | -          | -          | C1                             | 8                              | 0                              | -               | -               | -                        | -                        | 36    | 0     |
| 2007-2008             | Chelsea FC            | Premier League        | 26          | 0           | 1               | 0               | 3                 | 0                 | 1          | 0          | C1                             | 9                              | 0                              | -               | -               | -                        | -                        | 40    | 0     |
| 2008-2009             | Chelsea FC            | Premier League        | 35          | 0           | 6               | 0               | 1                 | 0                 | -          | -          | C1                             | 12                             | 0                              | -               | -               | -                        | -                        | 54    | 0     |
| 2009-2010             | Chelsea FC            | Premier League        | 34          | 0           | 2               | 0               | -                 | -                 | 1          | 0          | C1                             | 6                              | 0                              | -               | -               | -                        | -                        | 43    | 0     |
| 2010-2011             | Chelsea FC            | Premier League        | 38          | 0           | 3               | 0               | -                 | -                 | -          | -          | C1                             | 9                              | 0                              | -               | -               | -                        | -                        | 50    | 0     |
| 2011-2012             | Chelsea FC            | Premier League        | 34          | 0           | 7               | 0               | 2                 | 0                 | -          | -          | C1                             | 13                             | 0                              | -               | -               | -                        | -                        | 56    | 0     |
| 2012-2013             | Chelsea FC            | Premier League        | 36          | 0           | 5               | 0               | 3                 | 0                 | 1          | 0          | C1+C3                          | 6+9                            | 0                              | 1               | 0               | 2                        | 0                        | 63    | 0     |
| 2013-2014             | Chelsea FC            | Premier League        | 34          | 0           | 1               | 0               | -                 | -                 | -          | -          | C1                             | 10                             | 0                              | 1               | 0               | -                        | -                        | 46    | 0     |
| 2014-2015             | Chelsea FC            | Premier League        | 7           | 0           | 2               | 0               | 4                 | 0                 | -          | -          | C1                             | 3                              | 0                              | -               | -               | -                        | -                        | 16    | 0     |
| Sous-total            | Sous-total            | Sous-total            | 333         | 0           | 33              | 0               | 17                | 0                 | 4          | 0          | -                              | 103                            | 0                              | 2               | 0               | 2                        | 0                        | 494   | 0     |
| 2015-2016             | Arsenal FC            | Premier League        | 34          | 0           | 1               | 0               | 1                 | 0                 | 1          | 0          | C1                             | 5                              | 0                              | -               | -               | -                        | -                        | 42    | 0     |
| 2016-2017             | Arsenal FC            | Premier League        | 35          | 0           | 2               | 0               | -                 | -                 | -          | -          | C1                             | -                              | -                              | -               | -               | -                        | -                        | 37    | 0     |
| 2017-2018             | Arsenal FC            | Premier League        | 34          | 0           | -               | -               | -                 | -                 | 1          | 0          | C3                             | 3                              | 0                              | -               | -               | -                        | -                        | 38    | 0     |
| 2018-2019             | Arsenal FC            | Premier League        | 7           | 0           | 2               | 0               | 2                 | 0                 | -          | -          | C3                             | 11                             | 0                              | -               | -               | -                        | -                        | 22    | 0     |
| Sous-total            | Sous-total            | Sous-total            | 110         | 0           | 5               | 0               | 3                 | 0                 | 2          | 0          | -                              | 19                             | 0                              | -               | -               | -                        | -                        | 139   | 0     |
| Total sur la carrière | Total sur la carrière | Total sur la carrière | 567         | 0           | 49              | 0               | 21                | 0                 | 6          | 0          | -                              | 136                            | 0                              | 2               | 0               | 2                        | 0                        | 783   | 0     |

## Palmarès

### Football

#### En club
- Vainqueur de la Ligue des Champions en 2012 avec le Chelsea FC
- Vainqueur de la Ligue Europa en 2013 avec le Chelsea FC
- Champion d'Angleterre en 2005, en 2006, en 2010 et en 2015 avec le Chelsea FC
- Vainqueur de la Coupe d'Angleterre en 2007, en 2009, en 2010 et en 2012 avec le Chelsea FC et en 2017 avec Arsenal
- Vainqueur de la Coupe de la Ligue anglaise à en 2005, en 2007 et en 2015 avec le Chelsea FC
- Vainqueur du Community Shield en 2005 et en 2009 avec le Chelsea FC en 2015 et en 2017 avec Arsenal
- Finaliste de la Coupe du Monde des Clubs en 2012 avec le Chelsea FC
- Finaliste de la Supercoupe d'Europe en 2012 et en 2013 avec le Chelsea FC
- Finaliste de la Ligue des Champions en 2008 avec le Chelsea FC
- Finaliste de la Ligue Europa en 2019 avec Arsenal
- Vice-champion d'Angleterre en 2007, en 2008 et en 2011 avec le Chelsea FC

#### En sélection
- Champion d'Europe Espoirs en 2002 avec l'équipe de République tchèque espoirs

#### Distinctions individuelles
- Élu meilleur gardien de Premier League en 2005, en 2010, en 2014 et en 2016
- Élu meilleur joueur tchèque de l'année en 2005, en 2008, en 2009[45], en 2010[46], en 2011[47], en 2012[48], en 2013 et en 2015
- Élu joueur du mois de Premier League en mars 2007
- Élu meilleur gardien européen par l'UEFA en 2005 et en 2007
- Élu meilleur gardien de club européen par l'UEFA en 2005, en 2007 et en 2008
- Élu meilleur gardien de la Ligue des Champions en 2007 et en 2008
- Élu meilleur gardien de l'année par l'IFFHS en 2005
- Élu meilleur joueur de la saison élu par les supporters de Chelsea en 2011
- Élu meilleur joueur du Championnat d'Europe Espoirs en 2002
- Membre de l'équipe-type du Championnat d'Europe des Nations en 2004 avec la Tchéquie
- Membre de l'équipe-type de Premier League en 2005 et en 2014
- Record d'invincibilité en Premier League sans encaisser de but : 2025 minutes[49]
- Record du plus grand nombre de matchs de Premier League sans prendre de but : 185 matches

### Hockey sur glace

#### En club[50]
- Champion de saison régulière de conférence sud de D2 de NIHL en 2022 avec Guildford Phoenix
- Vainqueur des play-offs de conférence sud de D2 de NIHL en 2022 avec Guildford Phoenix
- Vainqueur de la Coupe de conférence sud de D2 de NIHL en 2022 avec Guildford Phoenix

#### Individuel[51]
- Élu joueur du mois de D2 Sud de NIHL en janvier 2020